# Бегма Костянтин Олександрович
Костянти́н Олекса́ндрович Бе́гма (1983—2014) — рядовий патрульної служби міліції особливого призначення України, учасник російсько-української війни.

## Життєпис
Народився 1983 року в иісті Кривий Ріг. Закінчив 2000-го криворізьку ЗОШ № 101; 2006 року — Криворізький технічний університет. За кілька років одружився, і 15 серпня 2012 року дружина Анна народила донечку Даринку. 8 липня 2014 року, коли дружина перебувала на п'ятому місяці вагітності, Костянтин склав присягу на вірність українському народу.
Міліціонер, батальйон патрульної служби міліції особливого призначення «Шахтарськ». 30 липня 2014-го з іншими працівниками «Шахтарська» Костянтин був відряджений до Слов'янська Донецької області — для несення служби з охорони громадського порядку в районі проведення боїв.
Загинув 16 серпня 2014-го в бою біля села Красногорівка — «Газель» потрапила в засідку, обстріляли терористи. Тоді ж поліг Бричук Олександр Васильович. Двоє товаришів залишилися живими і розповіли побратимам про героїчну смерть Костянтина та Олександра.
Похований на Тернівському цвинтарі.21 серпня 2014 року у Кривому Розі було оголошено Днем жалоби — через загибель трьох військовослужбовців-криворожан, серед яких був і Костянтин Бегма.
Вдома лишилися батьки, вагітна на той час дружина Ганна, дочка Дарина 2012 р.н. та син Георгій 2014 р.н.
У жовтні 2016 року недержавним орденом Матері нагороджені матері, які виховали справжніх патріотів, серед них — Бегма Світлана Миколаївна.
Сім'я Героя у грудні 2015 року отримала двокімнатну квартиру в Кривому Розі.

## Нагороди та вшанування
За особисту мужність і героїзм, виявлені у захисті державного суверенітету та територіальної цілісності України, вірність військовій присязі нагороджений
- орденом «За мужність III ступеня» (14 листопада 2014 року, посмертно)
- На фасаді школи, де він навчався, встановлено дошку на вшанування його пам'яті.
- Його портрет розміщений на меморіалі «Стіна пам'яті полеглих за Україну» у Києві: секція 2, ряд 9, місце 36.
- Вшановується 16 серпня на щоденному ранковому церемоніалі вшанування українських захисників, які загинули цього дня у різні роки внаслідок російської збройної агресії[1]
- На честь Костянтина перейменовано одну з вулиць у Тернівському районі Кривого Рогу.